# La Société du spectacle (pel·lícula)
La Société du Spectacle  és una pel·lícula francesa en blanc i negre de 1973 del Situacionista Guy Debord, basat en el seu  llibre del mateix nom de 1967. Va ser el primer llargmetratge de Debord. Utilitza metratge apropiat i détournement en una crítica radical marxista del màrqueting massiu i el seu paper en l' alienació de la societat moderna.

## Contingut de la pel·lícula
La pel·lícula de 88 minuts va trigar un any a fer-se i incorpora un aparent revolt d'imatges de llargmetratges juxtaposades a fotografies fixes, pel·lícules industrials, anuncis de televisió del brillant "estil de vida" de principis dels anys 70 i imatges de notícies de disturbis als carrers. La pel·lícula inclou fragments de El cuirassat Potemkin, Oktiabr, Txapàiev, Novi Vavilon, The Shanghai Gesture, For Whom the Bell Tolls, Rio Grande, Van morir amb les botes posades, Johnny Guitar, i Mr. Arkadin, així com altres films soviètics.
Al llarg de la pel·lícula, hi ha intertítols que consisteixen en cites de La Société du Spectacle, juntament amb Debord (en veu en off) que llegeix textos de Marx, Maquiavel, el  Comitè d'Ocupació de la Sorbona de 1968, Tocqueville, Émile Pouget i Serguei Soloviov i altres. Sense citacions, aquestes cites són difícils de desxifrar, sobretot amb els subtítols conflictius (que existeixen fins i tot a la versió francesa): però això forma part de l'objectiu de Debord de "problematitzar la recepció" (Greil i Sanborn) i obliguen l'espectador a estar actiu. A més, les paraules d'alguns dels autors són détourned mitjançant citacions errònies deliberades.
S'inclouen imatges d'esdeveniments històrics, com l'assassinat de Lee Harvey Oswald (el suposat assassí del president dels Estats Units John F. Kennedy el 1963), de la Guerra Civil Espanyola de 1936-1939 , de la Revolució hongaresa de 1956 i els disturbis del París al maig 1968, juntament amb clips de persones com Mao Zedong, Fidel Castro, Richard Nixon i l'anarquista espanyol Buenaventura Durruti.
El 1984, Debord va retirar les seves pel·lícules de la circulació a causa de la premsa negativa i de l'assassinat del seu amic i mecenes Gerard Lebovici. Des del suïcidi de Debord el 1994, la seva dona Alice Becker-Ho ha estat promocionant la pel·lícula de Debord. El 2005 es va estrenar una caixa de DVD titulada Guy Debord: Oeuvres cinématographiques complètes i conté les set pel·lícules de Debord.

## Música
La peça utilitzada a la pel·lícula és Les Délices de la Solitude, Op 20 No. 6 - Sonata en Re Major : I. Allegro Moderato, de Michel Corrette.